# Gilbert de Turberville (Adliger, † vor 1183)
Gilbert de Turberville (auch Gilbert I de Turberville) († zwischen 1166 und 1183) war ein anglonormannischer Adliger.

## Leben
Gilbert de Turberville entstammte der anglonormannischen Familie Turberville. Er war der älteste Sohn von Payn I de Turberville und von dessen Frau Sibyl de Londres. Nach dem Tod seines Vaters erbte er dessen Herrschaft Coety im westlichen Glamorgan in den Welsh Marches, während sein jüngerer Bruder Simon das Erbe seiner Mutter in Glamorgan erhielt. Beide Brüder gehörten während der Anarchie bis nach 1148 zu den wichtigsten Vasallen von Earl Robert of Gloucester, dem Lord of Glamorgan. Vor 1166 erbte Gilbert von seinem jüngeren Bruder Simon dessen Besitzungen bei Ogmore. Er machte Schenkungen zugunsten von Ewenny Priory, die vor 1148 von Maurice de Londres bestätigt wurden, und zugunsten von Neath Abbey.
Turberville heiratete eine Agnes, deren Herkunft unbekannt ist. Er wurde in Ewenny Priory beigesetzt. Sein Erbe wurde sein Sohn Payn II de Turberville.